# Litvanski građanski rat (1697. – 1702.)
Litvanski građanski rat 1697.–1702., oružani sukob između vojnih snaga posvađanih plemićkih obitelji u Velikoj Kneževini Litvi (državi koja je u to doba bila u Poljsko-Litvanskoj uniji) u osvit Velikoga sjevernoga rata. Veći broj poljsko-litvanskih plemića predvođenih obiteljima Radziwiłł, Wiśniowiecki, Pac i Ogiński udružilo se i urotilo protiv moćne litvanske velikaške obitelji Sapieha, inače ukrajinskoga podrijetla, koja je imala prevlast i odlučujući utjecaj u litvanskom dijelu Unije, a sve više je znala zloporabiti svoju moć. Nakon razdoblja sve jače napetosti, došlo je do rata u kojemu je vojska koalicije udruženih plemića nakon nekoliko bitaka na kraju pobijedila oružane snage obitelji Sapieha, te je potonja izgubila svoju dotadašnju nadmoć u Litvi.  

## Tijek sukoba
Tijekom posljednje četvrtine 17. stoljeća članovi velikaške obitelji Sapieha imali su pod nadzorom najvažnije poluge  moći u Litvanskoj velikoj kneževini (tada u sklopu unije s Poljskom), među kojima litvansku državnu riznicu i vojsku, koje su bile zasebne od Poljske. Jan Kazimierz Sapieha (1637. - 1720.) bio je hetman, najviši litvanski vojni zapovjednik, njegov mlađi brat Benedikt Pavel Sapieha (1643. - 1707.), državni rizničar, stariji Janov sin Jerzy Stanislaw Sapieha (1668. - 1732.), državni komornik, mlađi Janov sin Michał Franciszek Sapieha (1670. - 1700.), general, a i ostali članovi obitelji bili su nositelji važnih dužnosti. Veliki utjecaj Sapiehe imali su i na samoga kralja, što je izazvalo i njegovo nezadovoljstvo, a otpor plemstva, kako visokog, tako i srednjeg i nižeg (zvanog šljahta /polj. szlachta/), kao i dijela visokoga  svećenstva, sve je više rastao. Isprva nezadovoljnici nisu imali dovoljno odlučnosti otvoreno se suprotstaviti Sapiehama, nego tek 1697. godine, kada su koalicijske vojne postrojbe napale posjede Sapiehâ, pljačkajući ih, što je zatim dovelo do izravnih oružanih okršaja.
To nije bio prvi građanski rat u Litvi, jer ih je tijekom 14. i 15. stoljeća bilo nekoliko, s različitim sudionicima, a trajali su po nekoliko godina. Ovaj puta otvoreni je rat trajao oko pet godina, od 1697. do 1702. godine. U to je vrijeme Litva već dugo bila u državnoj zajednici s Poljskom (najprije od 1385. u personalnoj, a zatim od 1569. godine u realnoj uniji). Na čelu cijele zajedničke države je od 1697. godine bio August Saski iz dinastije Wettin, novoizabrani kralj njemačkoga podrijetla, koji je vladao Unijom u vremenu 1697.–1706. i ponovno 1709.–1733.
U Litvanskom građanskom ratu odvilo se nekoliko bitaka (pri čemu o nekima od njih ima vrlo malo dostupnih podataka), a to su bile:  
- bitka kod Kaunasa
- bitka kod Žiežmariaija
- bitka kod Bresta
- bitka kod Jurbarkasa
- bitka kod Valkininkaija
- bitka kod Bihaua
- bitka kod Darsūniškisa

Odlučujuća bitka bila je ona kod Valkininkaija (grada jugozapadno od Vilniusa), koja se zametnula 17. ili 18. studenog 1700. godine. U njoj je protusapieška koalicija, brojčano nadmoćnija, na čelu s generalom Michałom Serwacyjem Wiśniowieckim, odnijela pobjedu. Sapiehe su izgubili bitku, pri čemu su neki pripadnici njihova roda ubijeni, a ostali pobjegli u Poljsku. Ipak, stvari su se usložnile jer je već bio počeo Veliki sjeverni rat, a trzavice i sukobi litvanskog građanskog rata još nisu do kraja završili.
Poslije bitke kod Darsūniškisa, odigrane 24. ožujka 1702., koja se uzima kao uvod u švedsku invaziju Poljsko-Litvanske unije, Jan Kazimierz Sapieha, jedan od preživjelih pripadnika svoga roda, uz pomoć se Šveđana djelomično oporavio od poraza pa su se repovi litvanskoga građanskoga rata vukli još jedno vrijeme.

## Vanjske poveznice
- „Poljska i Litva: višestoljetni brak iz interesa (V. dio)” povijest.hr
- Uspon Rusije u 18. stoljeću - Veliki sjeverni rat, str.33  Arhivirana inačica izvorne stranice od 25. studenoga 2023. (Wayback Machine) Sveučilište u Rijeci